# Cañabón (Barranquitas)
Cañabón es un barrio ubicado en el municipio de Barranquitas en el estado libre asociado de Puerto Rico. En el Censo de 2010 tenía una población de 2654 habitantes y una densidad poblacional de 287,68 personas por km².

## Geografía
Cañabón se encuentra ubicado en las coordenadas 18°13′19″N 66°20′13″O / 18.22194, -66.33694. Según la Oficina del Censo de los Estados Unidos, Cañabón tiene una superficie total de 9.23 km², que corresponden a tierra firme.

## Demografía
Según el censo de 2010, había 2654 personas residiendo en Cañabón. La densidad de población era de 287,68 hab./km². De los 2654 habitantes, Cañabón estaba compuesto por el 85.98% blancos, el 4.18% eran afroamericanos, el 0.04% eran amerindios, el 0.11% eran asiáticos, el 7.72% eran de otras razas y el 1.96% pertenecían a dos o más razas. Del total de la población el 99.1% eran hispanos o latinos de cualquier raza.